# 国家情報庁 (インドネシア)
国家情報庁（こっかじょうほうちょう、インドネシア語　Badan Intelijen Negara）とは、インドネシアの情報機関、秘密警察。通称BIN。

BINのロゴ

## 歴史
- 1943年　日本軍がインドネシアを占領した際、陸軍中野学校出身の軍人が現地で諜報訓練を行った。
- 1945年　日本軍に訓練を受けたズルキフリ・ルビス大佐によって「権限庁」（Badan Istemewa）という組織が作られる。
- 1946年　「インドネシア国家機密局」（BRANI）となる。
- 1952年　「軍事情報部」（BISAP）となる。
- 1959年　「中央情報庁」（BPI）となる。
- 1966年　「国家情報司令部」（KIN）となる。
- 1967年　「国家情報調整庁」（BAKIN）となる。
- 2000年　「国家情報庁」（BIN）となる。
- 2005年　バリ島爆弾テロ事件を受けて情報機関法が成立。権限が強化される。

## 組織
- 長官
- 副長官
- 事務局
- 対外情報局
- 対内情報局
- 経済局
- 技術局
- 防諜局
- 分析局
- イデオロギー局
- 専門スタッフ
  - 政治スタッフ
  - 法律スタッフ
  - 社会文化スタッフ
  - 警備スタッフ
- 地域事務所

## 長官
スタントのみ警察出身。他は陸軍の出身である。
- A.M.ハンドロプリヨノ　2001年-2004年
- シャムシール・シレガール　2004年12月8日-2009年10月22日
- スタント　2009年10月22日-2011年10月19日
- マルシアーノ・ノルマン　2011年10月19日-